# Río Malheur
El río Malheur (en inglés: Malheur River, pronunciación local: "MAL-hyure") es un río de los Estados Unidos, un afluente del río Snake que discurre por una zona muy poco poblada del este del estado de Oregón. Tiene una longitud de 306 km y drena una cuenca de 12 173 km² de un área alta de desierto, entre la cuenca Harney y las montañas Blue y el río Snake.
Parte del río Malheur quedó protegido como «National Wild and Scenic River» el 28 de octubre de 1988. Situado en tierras del Sistema Nacional Forestal, el área protegida comprende 15,21 km² a lo largo de 13,7 km del río.
A pesar del nombre, el Malheur no fluye en el cercano lago Malheur, que se encuentra en la cerrada cuenca Harney, una cuenca localizada al suroeste de la cuenca de este río.

## Historia
El nombre del río deriva de la homónima palabra francesa, malheur, que significa 'desgracia'. El nombre se asoció al río por los voyageurs y tramperos francocanadiense que trabajaban para la Compañía del Noroeste en las expediciones de Donald Mackenzie, ya en 1818, por la desafortunada circunstancia de que algunas de las pieles de castor que habían escondido habían sido descubiertas y robadas por los indios.  El nombre aparece por primera vez en registros históricos en 1826 cuando Peter Skene Ogden, un cazador de pieles de la Compañía de la Bahía de Hudson, se refirió a él como «River au Malheur (from rivière au Malheur, literally: River of the Misfortune)» y después como «Unfortunate River».
El río estuvo a la altura de su nombre por segunda vez en 1845, cuando el mountain man Stephen Meek, buscando una ruta más rápida a lo largo de la ruta de Oregón, dirigió una partida de emigrantes remontando el valle del río hasta las tierras altas desérticas siguiendo una ruta que ahora se conoce como Meek Cutoff (atajo Meek). Después de dejar el valle del río la partida fue incapaz de encontrar una fuente de agua y perdieron 23 personas en el momento en que llegaron a The Dalles en el río Columbia.
En 1853, 1854 y 1859 el río se utilizó con más fortuna como etapa de la ruta del Elliott Cutoff (atajo Elliot). Los emigrantes siguieron los surcos de Stephen Meek hasta que llegaron a la cuenca Harney. Desde aquí buscaron rutas más directas hasta el río Deschutes, donde giraron hacia el sur hasta alcanzar la Carretera Libre del Emigrante (Free Emigrant Road). La carretera fue construida sobre la cordillera de las Cascadas a través del Willamette Pass y llevó emigrantes al Oregon Central.

## Geografía

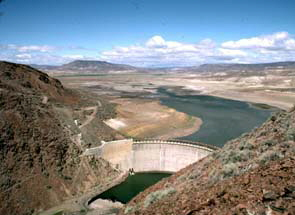
Vista de la presa :Warm Springs.

El río Malheur nace en las sureñas montañas Blue del sur del condado de Grant, al sur de la montaña Strawberry en la Strawberry Mountain Wilderness. Discurre en dirección sur a través del bosque nacional Malheur, y luego al sureste pasando por Drewsey y a través del embalse de Warm Springs (de 16,97 km²), una presa construida en 1918-1919 y luego modificada en 1930 y 1939. En Riverside, en el este del condado de Malheur, recibe al ramal Sur (South Fork Malheur River), que llega desde el sur, luego gira bruscamente hacia atrás hacia el norte hasta llegar a Juntura, donde recibe al ramal Norte (North Fork Malheur River), de 95 km de longitud.  Desde Juntura fluye generalmente al este pasando por Vale, la sede condal (1874 hab. en 2010), y luego uniéndose al Snake desde el oeste a unos 3 km al norte de Ontario (11 366 hab.). La desembocadura del río Malheur está aproximadamente en el km. 600 del río Snake.

### Modificaciones del río

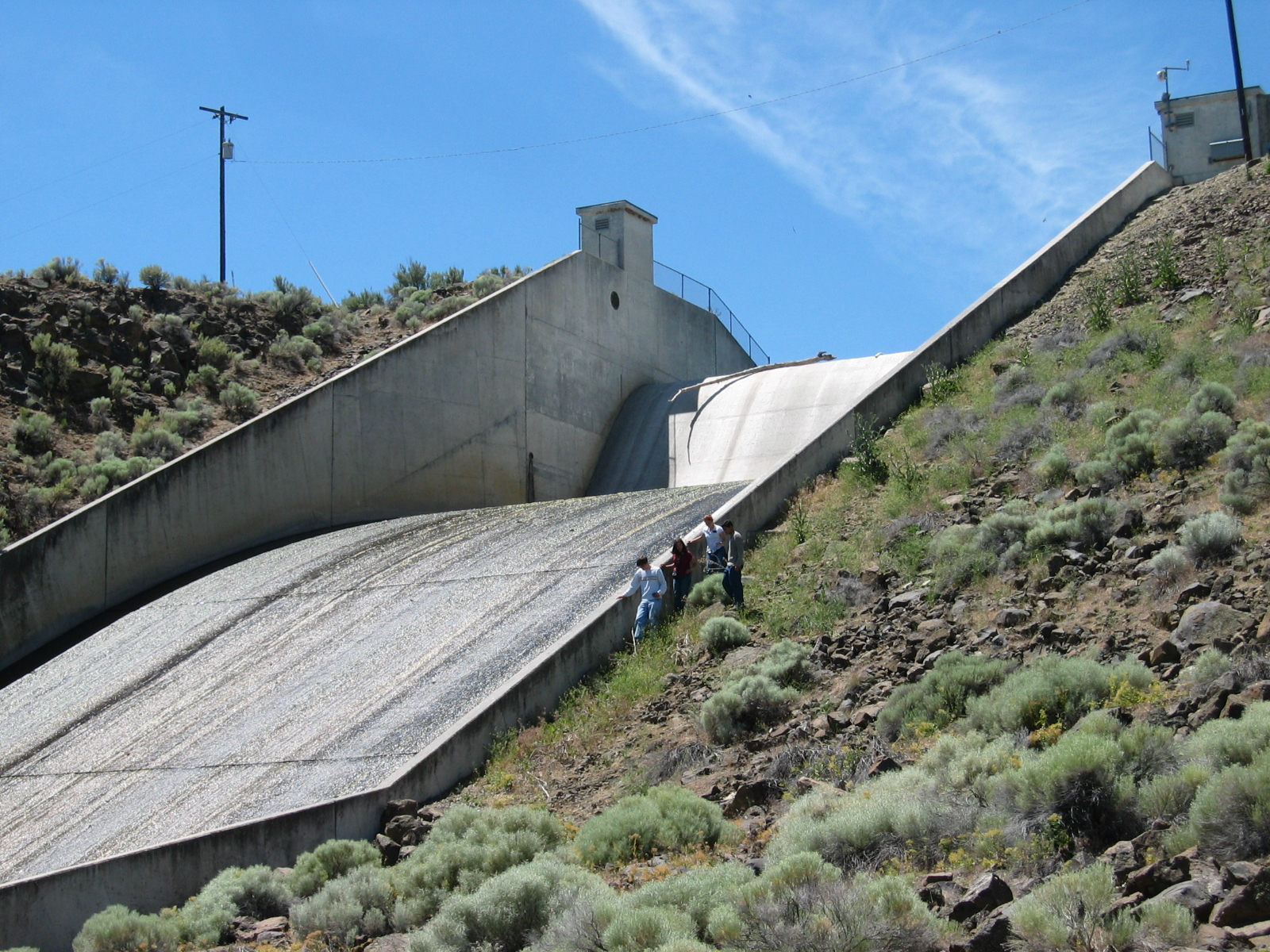
Vista de la presa Bully Creek.

La parte baja del río Malheur se utiliza para el riego de la agricultura de la patata en la llanura del río Snake en la frontera de Idaho-Oregon.
Hay aproximadamente 600 km de canales y acequias destinados al riego en la cuenca baja del río Malheur y de su afluente el arroyo Willow. El caudal del Malheur y de sus afluentes está fuertemente influenciado por un sistema complejo de desvíos para el riego, sifones y canales, que comienzan cerca de la milla 65 del Malheur, cerca Namorf y Harper.  Este sistema de riego se extiende aguas abajo hasta la boca del Malheur en Ontario. El riego se utiliza en cerca de 530 km²) dentro de la cuenca del Malheur. El sistema de riego es parte del  Proyecto Vale de la Oficina de Recuperación, que incluye una serie de embalses de agua, siendo el más grande el embalse de Warm Springs, en el cauce principal del Malheur, el embalse Beulah, en el Ramal Norte del Malheur, el embalse Bully Creek (de 3,99 km² ), en el arroyo Bully, y el embalse Malheur en el arroyo Willow. El proyecto es operado y mantenido por el Distrito de Riego Vale-Oregon.
La escorrentía agrícola ha dado lugar a un problema de contaminación de fósforo en su curso inferior.

## Historia natural
La cuenca del río Malheur fue una vez una campo importante de desove de peces anádromos como el salmón. En el siglo XX la construcción de una serie de presas en el río Snake bloqueó la migración de peces.